# 横芝光町指定文化財一覧
横芝光町指定文化財一覧（よこしばひかりまちしていぶんかざいいちらん）は、千葉県山武郡横芝光町指定の文化財や史跡等を一覧形式でまとめたものであるが、全てを掲載しているわけではない。

## 有形文化財

### 建造物
- 屋形四社神社本殿・狛犬・御手洗 〔横芝光町屋形〕 1987年2月1日指定

### 彫刻
- 阿弥陀三尊 〔横芝光町宝米〕 1979年1月22日指定 ※明光院
- 屋形無量寺六地蔵 〔横芝光町屋形〕 1987年2月1日指定

### 考古資料
- 明光院板碑 〔横芝光町宝米〕 1972年6月23日指定
- 隆台寺板碑 〔横芝光町小川台〕 1972年6月23日指定
- 宗龍寺板碑（3基） 〔横芝光町台〕 1972年6月23日指定
- 不動院板碑 〔横芝光町木戸〕 1972年6月23日指定
- 永享寺板碑 〔横芝光町宮川〕 1972年6月23日指定
- 虫生路傍板碑 〔横芝光町虫生〕 1972年6月23日指定
- 庚申塔 〔横芝光町中台〕 1987年2月1日指定

### 歴史資料
- 海保漁村著書 〔横芝光町横芝〕 1998年12月21日指定

## 民俗文化財

### 無形民俗文化財
- 熊野神社神楽 〔横芝光町宮川〕 1979年12月25日指定
- 鳥喰下大神楽 〔横芝光町鳥喰〕 1981年6月24日指定
- 稲荷神社獅子舞 〔横芝光町谷中〕 1994年3月31日指定

## 記念物

### 史跡
- 横綱小錦八十吉の墓 〔横芝光町横芝〕 1981年6月24日指定
- 宥照法印入定塚 〔横芝光町小川台〕 1991年6月1日指定
- 成田山御本尊不動明王御上陸之地 〔横芝光町尾垂〕 1998年4月23日指定

### 天然記念物
- 榧の木 〔横芝光町篠本〕 1972年6月23日指定 ※新善光寺
- 椎の木 〔横芝光町新井〕 1972年6月23日指定 ※万福寺
- いぬ槙 〔横芝光町宮川〕 1972年6月23日指定
- 町原大銀杏 〔横芝光町木戸台〕 1974年3月1日指定
- 榧の木 〔横芝光町台〕 1988年4月1日指定 ※宗龍寺
- 大杉 〔横芝光町宝米〕 1991年6月1日指定 ※大棟梁大神
- 浅間神社の森 〔横芝光町古川〕 1994年10月13日指定